# Сен-Жан-де-Гонвиль
Сен-Жан-де-Гонви́ль (фр. Saint-Jean-de-Gonville) — коммуна во Франции, находится в регионе Рона — Альпы. Департамент — Эн. Входит в состав кантона Коллонж. Округ коммуны — Жекс.
Код INSEE коммуны — 01360.

## География
Коммуна расположена приблизительно в 400 км к юго-востоку от Парижа, в 100 км северо-восточнее Лиона, в 60 км к востоку от Бурк-ан-Бреса.

## Население
Население коммуны на 2010 год составляло 1496 человек.
| 1962 | 1968 | 1975 | 1982 | 1990 | 1999 | 2010 |
| ---- | ---- | ---- | ---- | ---- | ---- | ---- |
| 499  | 591  | 742  | 841  | 1001 | 1201 | 1496 |

## Администрация
| Период | Период | Фамилия       | Партия                    | Примечания |
| ------ | ------ | ------------- | ------------------------- | ---------- |
| 1995   | 2001   | Симон Донш    |                           |            |
| 2001   | 2014   | Мишель Брюлар | Союз за народное движение |            |

## Экономика
В 2010 году среди 1037 человек трудоспособного возраста (15—64 лет) 805 были экономически активными, 232 — неактивными (показатель активности — 77,6 %, в 1999 году было 73,8 %). Из 805 активных жителей работали 762 человека (427 мужчин и 335 женщин), безработных были 43 (24 мужчины и 19 женщин). Среди 232 неактивных 72 человека были учениками или студентами, 47 — пенсионерами, 113 были неактивными по другим причинам.

## Фотогалерея

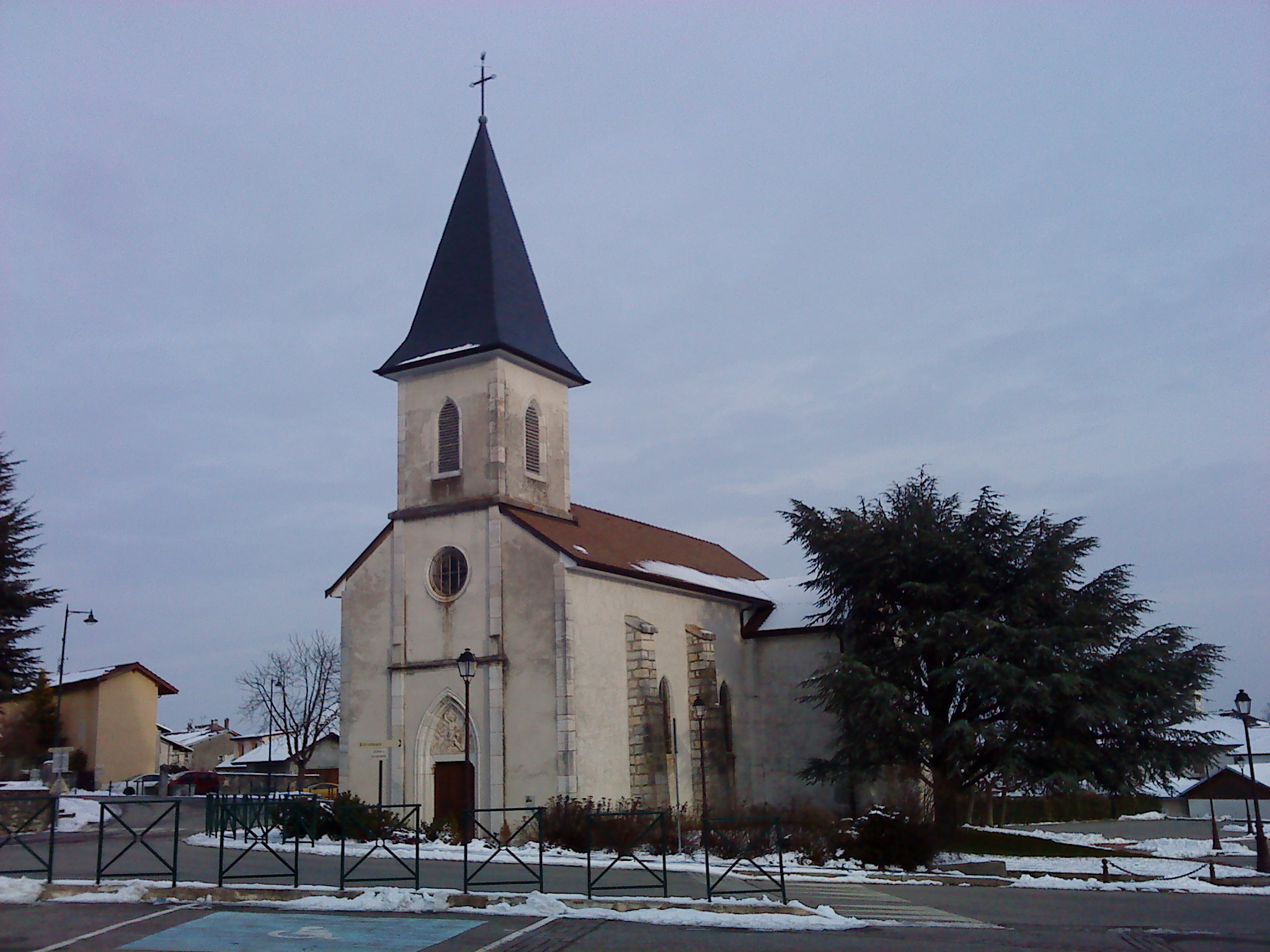
Церковь Св. Иоанна Крестителя
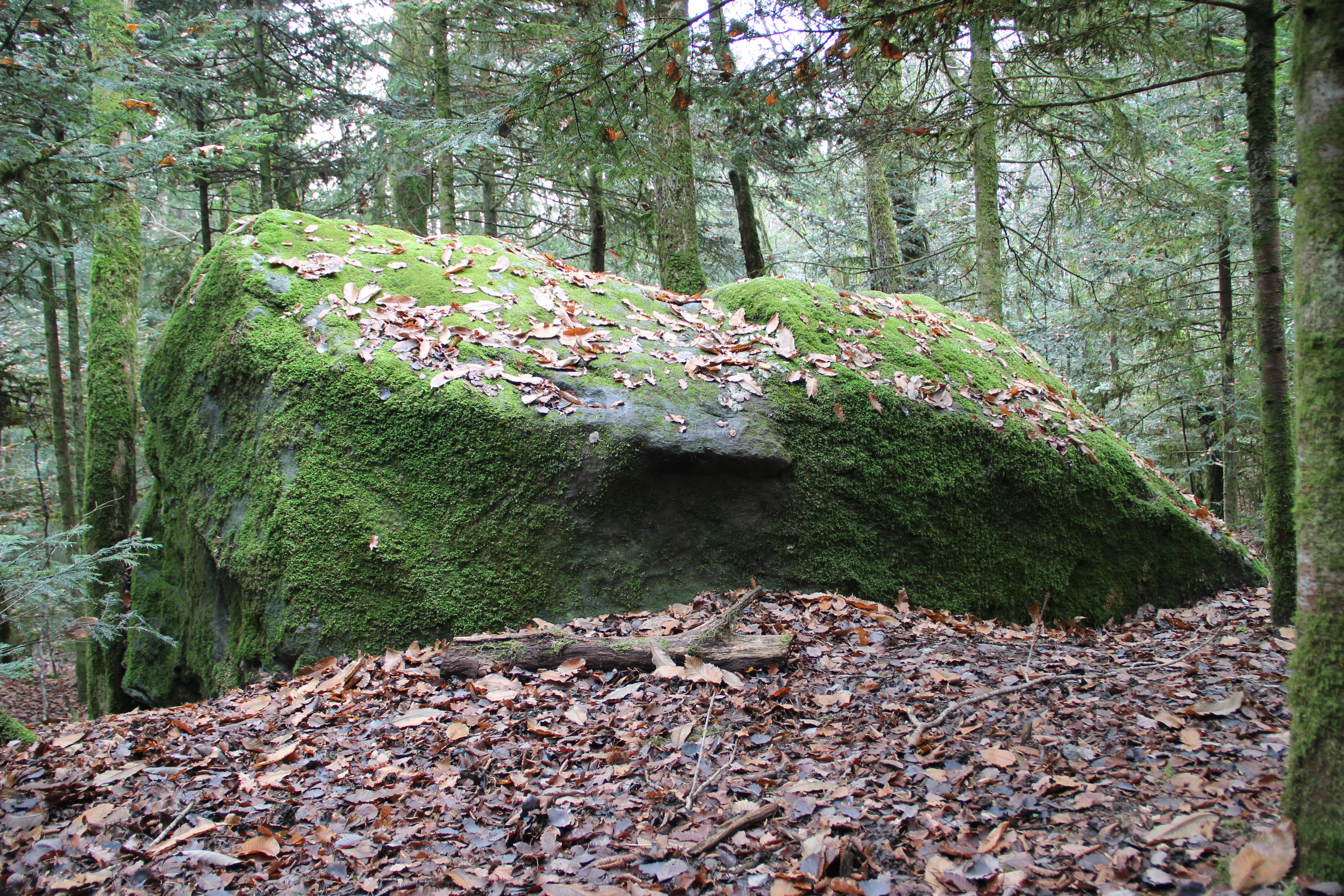
Камень Нере, валун около Сен-Жан-де-Гонвиль
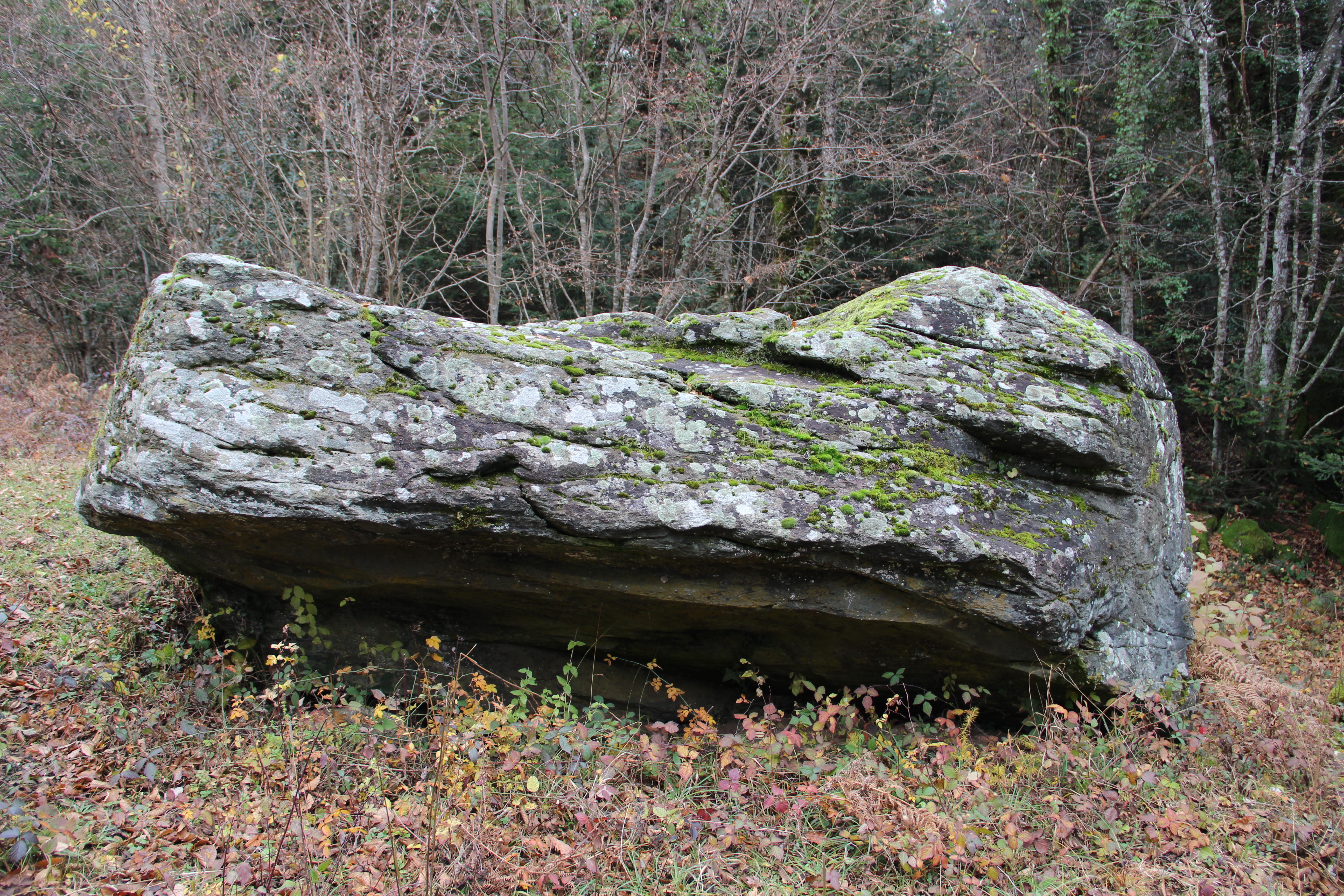
Камень Паре, валун около Сен-Жан-де-Гонвиль
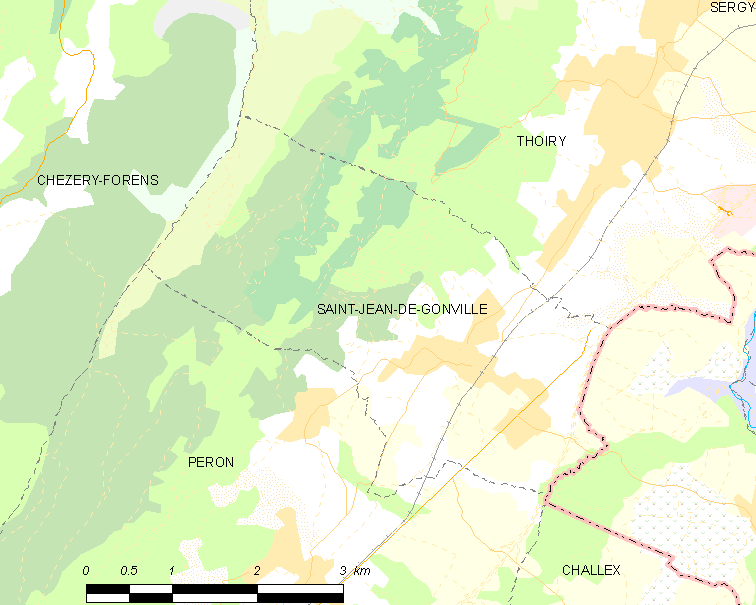
Карта коммуны